# Caye Verte
Caye Verte är en holme strax utanför Saint-Martins östra kust, cirka 8,2 kilometer nordost om huvudorten Marigot.